# سيدي علي لفحل (بني ورياغل)
سيدي علي لفحل هو دُوَّار يقع بجماعة طايفة، إقليم تازة، جهة فاس مكناس في المملكة المغربية. ينتمي الدوّار لمشيخة بني ورياغل التي تضم 3 دواوير. يقدر عدد سكانه بـ 178 نسمة حسب الإحصاء الرسمي للسكان والسكنى لسنة 2004.

## روابط خارجية
- البوابة الوطنية للجماعات الترابية نسخة محفوظة 12 مارس 2018 على موقع واي باك مشين.
- المندوبية السامية للتخطيط